# Nouveau calls
Nouveau calls is een studioalbum van Wishbone Ash. Hun manager Miles Copeland, ook wel bekend van BTM Records had net een nieuw platenlabel opgericht No Speak en zocht een aansprekende naam om het label te promoten. Copeland gaf als opdracht mee dat de artiesten vrij waren in wat voor muziek ze ook speelden, maar er mocht niet gezongen worden. Wishbone Ash was wel een aansprekende naam, maar in de toenmalige samenstelling niet echt meer. Copeland eiste/vroeg toen of de band in de originele samenstelling bij elkaar wilde komen en dan een album op te nemen.
De vraag is of het de heren inspireerde; de originele samenstelling kwam weer naar voren, maar opnamen moesten plaatsvinden in drie geluidsstudios (Beethoven, Guerilla en Phoenix) en een album zonder zang klonk in de oren van de fans van de originele Wishbone Ash niet echt als Wishbone Ash. Een andere zaak is de muziekproducent, dat is in principe William Orbit, maar Martin Turner was coproducent en deels ook producent met in zijn verlengde Kim Turner. Het album haalde de Engelse en Amerikaanse albumlijsten dan ook niet. 
De aansluitende tournee was daarentegen wel weer een succes met optredens voor grote zalen en het album betekende een herstart van de band.
Nouveau calls is een woordspeling op No vocals (geen stemmen).

## Musici
- Andy Powell – gitaar, zang
- Ted Turner – gitaar, zang
- Martin Turner – basgitaar, zang
- Steve Upton – drumkitslagwerk en percussie

met
- William Orbit – aanvullende percussie

## Muziek
| Nr. | Titel                           | Duur |
| --- | ------------------------------- | ---- |
| 1.  | Tangible evidence               | 4:18 |
| 2.  | Clouddeau                       | 3:38 |
| 3.  | Flags of convenience            | 4:27 |
| 4.  | From Soho to Sunset             | 3;24 |
| 5.  | Arabesque                       | 4:24 |
| 6.  | In the skin                     | 4:48 |
| 7.  | Something happening in room 605 | 3:30 |
| 8.  | Johnny left home without it     | 3:38 |
| 9.  | The spirti flies free           | 3:41 |
| 10. | A rose is a rose                | 3:32 |
| 11. | Real guitars have wings         | 3:10 |